# Stanoviště (Mariánské Lázně)
Stanoviště (německy Stanowitz) je malá vesnice, část města Mariánské Lázně v okrese Cheb v Karlovarském kraji. Nachází se asi dva kilometry jihovýchodně od Mariánských Lázní. Je zde evidováno 44 adres. V roce 2011 zde trvale žilo 39 obyvatel.
Stanoviště leží v katastrálním území Stanoviště u Mariánských Lázní o rozloze 3,06 km².
Je to menší vesnice v sudetském pohraničním pásmu. Budovy, které jsou zde postaveny, jsou většinou německého původu. Uprostřed vesnice je postaven kříž za padlé německé vojáky. Při cestě do vesnice je ještě jeden památeční kříž, věnovaný také německým vojákům.
Jelikož Stanoviště leží nedaleko od proslulých Mariánských Lázní, je tato malá vesnice v posledních letech opět pomalu osidlována. Dříve zde fungoval velký kravín a statek, který je dnes již uzavřen, přičemž chvíli fungoval jako psí útulek. Přímo ve vesnici funguje kemp pro cizince, cyklisty, a jiné návštěvníky.

## Historie
První písemná zmínka o vesnici pochází z roku 1273.
Zajímavostí je, že město mělo zařídit trolejbusovou dopravu do Mariánských Lázní, ale později od svého záměru ustoupilo.

## Obyvatelstvo
Podle sčítání 1930 zde žilo v 22 domech 127 obyvatel (z toho 125 římských katolíků); všichni se hlásili k německé národnosti.
| Rok            | 1869 | 1880 | 1890 | 1900 | 1910 | 1921 | 1930 | 1950 | 1961 | 1970 | 1980 | 1991 | 2001 | 2011 | 2021 |
| -------------- | ---- | ---- | ---- | ---- | ---- | ---- | ---- | ---- | ---- | ---- | ---- | ---- | ---- | ---- | ---- |
| Počet obyvatel | 94   | 92   | 130  | 147  | 137  | 122  | 127  | 45   | 44   | 34   | 49   | 55   | 51   | 39   | 71   |
| Počet domů     | 12   | 13   | 21   | 21   | 20   | 21   | 22   | 18   | .    | 9    | 14   | 14   | 20   | 22   | 25   |

## Obecní správa
Při sčítání lidu v letech 1850–1946 Stanoviště bylo osadou obce Úšovice, se kterým patřilo nejprve do okresu Teplá, ale v letech 1900–1946 v okrese Mariánské Lázně.
V letech 1947–1960 bylo osadou města Mariánské Lázně ve stejnojmenném okrese. V letech 1961–1969 bylo částí obce Chotěnov-Skláře v okrese Cheb. Od 1. ledna 1970 je opět částí města Mariánské Lázně v okrese Cheb.